# Заявление 300 немецких преподавателей
«Заявление 300 немецких преподавателей» — статья, которая была напечатана 4 марта 1933 года в газете НСДАП Völkischer Beobachter. Она призывала к поддержке НСДАП, возглавляемой Адольфом Гитлером на выборах в Рейхстаг. 
В заявлении, которое подписали преподаватели немецких университетов и колледжей, указывалось, что объединение национальных сил, которые хотят участвовать в восстановлении немецкого народа, под эгидой Адольфа Гитлера, является верным способом избежать чудовищной нищеты и обнищания. В заявлении поддерживались: «восстановление всей нашей общественной жизни и, таким образом, спасение и возрождение Германии» и борьба «против марксистско-большевистского влияния на дух нашего народа».
Среди подписавших были: 27 человек из Берлинского университета, 37 — из Берлинского технического университета, 18 — из Йенского университета, 26 — из Кильского университета; а также: философы Бруно Баух, Эрих Йенш, Эрих Ротхакер и Герман Шварц; германисты Артур Хюбнер, Ганс Науманн и Эдвард Шрёдер; Ганс Гюнтер, Эдуард Хабер и Фридрих Эндеманн.
Инициатива, вероятно, исходила от Йенского университета, а сбором подписей занимался Национал-социалистический союз студентов Германии. В некоторых университетах лишь немногие были готовы подписать его. Более позднее заявление немецких профессоров собрало уже 900 подписей.